# 羽曳野市立西浦小学校
羽曳野市立西浦小学校（はびきのしりつ にしうら しょうがっこう）は、大阪府羽曳野市にある公立小学校。
明治時代に当時の古市郡西浦村に設置された学校を起源とする。当校より羽曳が丘小学校・西浦東小学校の2校が分離開校している。

## 沿革
- 1873年12月6日 - 堺県河内国第百十五番小学校として創立。
- 1875年6月 - 西浦小学校と改称。
- 1887年 - 古市郡西浦尋常小学校と改称。
- 1896年4月1日 - 郡の合併により、南河内郡西浦尋常小学校と改称。
- 1917年6月 - 現在地に移転。
- 1941年4月1日 - 国民学校令により、南河内郡西浦国民学校と改称。
- 1947年4月1日 - 学制改革により、西浦村立小学校と改称。
- 1956年9月30日 - 西浦村などが合併で南大阪町となったことに伴い、南大阪町立西浦小学校と改称。
- 1959年1月15日 - 羽曳野市の市制施行により、羽曳野市立西浦小学校と改称。
- 1969年4月1日 - 羽曳野市立羽曳が丘小学校の開校に伴い、羽曳が丘地区を校区から分離。
- 1993年4月1日 - 羽曳野市立西浦東小学校が分離開校。
- 1995年8月 - 身体障害児用のエレベーターが完成。

## 通学区域
- 羽曳野市 西浦1丁目-6丁目、西浦（番地表示の区域の一部）、蔵之内、尺度、東阪田、はびきの。（羽曳野市立白鳥小学校との調整区域あり）

卒業生は基本的に羽曳野市立峰塚中学校に進学する。

## 交通
- 近鉄長野線 喜志駅 北へ約2km。
- 近鉄南大阪線・長野線 古市駅 南へ約2.3km。